# 롭플롭
롭플롭(loplop, Father Superior of the Birds)은 :62 p.다다이즘과 초현실주의 예술가 막스 에른스트의 분신이었던 새 같은 캐릭터이다. 에른스트는 그의 작품에 자주 등장하는 새에 대한 지속적인 관심을 가지고 있었다. :182 p.롭플롭은 그의 작품에서 사역마로 기능했다. 윌리엄 루빈(William Rubin)은 에른스트에 대해 "그의 30년대의 더 성공적인 작품 중에는 그의 분신인 loplop, Superior of the Birds를 주제로 1930년에 시작된 시리즈가 있다."라고 썼다. :316 p.롭플롭은 초현실주의 예술의 상징적인 이미지이며, 그림 loplop Introduces loplop (1930)는 Gaëtan Picon의 책 Surrealist and Surrealism 1919-1939,의 표지에 등장하며, 그림과 콜라주 loplop Presents (1932)는 Patrick Waldberg의 책 Surrealism의 앞부분으로 사용되었다.

## 시리즈
롭플롭은 에른스트의 콜라주 소설 La Femme 100 Têtes 와 Une Semaine de Bonté에서 내레이터와 해설자의 역할로 처음 등장했다. :162 p.그 뒤를 이어 1930년대 중반까지 여러 작품이 등장하여 콜라주, 회화 및 혼합 미디어 작품의 비공식적 시리즈를 형성했다. :172 p.
롭플롭의 이미지는 고정된 캐릭터가 아니었지만 모양이 매우 다양하고 같은 방식으로 두 번 묘사되는 경우가 거의 없다. 일반적으로(항상 그런 것은 아님) 롭플롭은 고도로 추상화될 수 있는 새의 머리를 가지고 있었으며 종종 볏, 빗이 있는 새였다. 몸은 정사각형 또는 직사각형 공간(캔버스, 프레임, 이젤 또는 벽)이었고, 팔과 다리는 형태가 확대되거나 기하학적으로 추상화되었다. "몸"이라는 이미지 내에서 에른스트의 예술 조각(콜라주, 프로타주, 그림 등)이 나머지 작업과 동일하거나 독립적으로 기능할 수 있다. :68 p. :172-178 p.

독일 미술사가 Uwe M. Schneede는 다음과 같은 견해를 제시했다.
에른스트는 자신이 아닌 중개자(그의 예술적 인물)를 통해 자신의 사진을 제시함으로써 자신의 역할을 바꾸었고, 더 나아가 그는 자신의 작업과 관련하여 자신이 서 있는 위치를 보다 명확하게 보여주고 있다. 예술가이자 모델의 도상학이 채택되고 동시에 뒤틀려 있다. 예술가는 자신의 전시자이자 중개자로 나타난다. 그는 자신의 제품을 보여줌으로써 제품의 가용성을 보여준다. 이것은 그의 예술 활동에 대한 에른스트의 기본적인 관계 변화를 명확히 나타내는 것 같다. 마흔에 그는 억압적인 어린 시절의 경험과 초현실주의의 규칙에서 해방되어 자신의 자유로운 창작 작업(따라서 창작 과정 자체도)을 자신의 것으로 만들 수 있는 지점까지 자유로워진 것 같다. :68 p.
Samantha Kavky는 에른스트의 롭플롭에 대해 그녀의 저널 기사 Authorship and Identity의 초록에서 다음과 같이 말했다.
나는 에른스트가 1913년에 프로이트가 토템과 터부에서 정의한 것처럼 아버지/토템에서 롭플롭을 모델링할 것을 제안한다. 롭플롭을 만드는 과정에서 프로이트 이론에 대한 에른스트의 해석에 대한 탐구는 에른스트의 작품에 대한 등장인물의 놀라운 복잡성과 중심성을 조명한다. 토템으로서 롭플롭은 에른스트가 그의 예술적 정체성과 실천을 구성하는 주요 오이디푸스 갈등에서 나온다. 다양한 형태의 가부장적 권위와 창조적 저자의 전통적인 개념을 동일시하는 에른스트의 구성된 토템은 초현실주의 그룹에 대한 형제적 충성과 초현실주의 자동 주의자 관행의 수용에 찬성하여 개인의 숙달에 대한 개인적, 미학적, 정치적 거부를 의미한다.
에른스트는 프로이트의 글에 익숙했고 그의 후기 그림 중 하나에 제목을 프로이트의 책 제목과 같이 토템과 터부 (1941, 개인 소장품)라고 지었다. :222 p.

### 작품 목록 일부
- loplop Introducing a Bird (1929/1957), 석고, 기름, 나무, 102.2 × 123.2 cm, 시카고 현대 미술관, 시카고
- loplop Introduces loplop (1930). 나무에 기름과 혼합 매체, 100 x 180 cm. 메닐 컬렉션, 휴스턴
- loplop Introduces a Young Girl (1930), 나무에 유채와 혼합 매체, 175 x 89 cm. 국립현대미술관, 파리
- Anthropomorphic Figure and shell Flowers: loplop Introduces a Flower (c. 1930), 나무에 유채와 콜라주, 99 x 81 cm, 개인 소장품
- loplop Presents (1930), 종이에 흑연 프로타주, 29.8 × 21.6 cm, Menil Collection, 휴스턴
- loplop Introduces the Member of the Surrealist Group (1931), 콜라주, 사진, 프로타주, 종이에 연필, 50.2 x 33.7cm. 뉴욕 현대미술관
- loplop Presents Grapes (1931), 종이에 흑연, 판지에 구아슈를 올려놓은 상태, 64.8 × 49.5 cm, Menil Collection, 휴스턴
- loplop Presents la Marseillaise (1931), 종이 위에 올려놓은 종이 위에 흑연 프로타주, 31.1 × 22.9 cm, Menil Collection, 휴스턴
- Facility: loplop Introduces (1931), 종이에 콜라주와 연필, 65 x 50cm, 이전 롤랜드 펜로즈 컬렉션, 런던
- loplop Introduces (1932), 드로잉, 구아슈, 인쇄된 대리석 종이, 페인트, 종이에 크레용을 사용한 콜라주와 프로타주, 50 x 64.5 cm, 시카고 아트 인스티튜트, 시카고
- loplop Presents (1932), 콜라주, 식물 석판화, 종이에 흑연 63.4 × 49.6 cm., 시카고 아트 인스티튜트, 시카고

## 간행물
- 스파이, 베르너(1998), 막스 에른스트, 롭플롭 . DuMont Reiseverlag, Ostfildern.ISBN 3770145526 (독일어)
- Kavky, 사만다 (2005). 막스에른스트의 롭플롭의 저자와 정체성 . 미술사, 28(3): 357-385 pp.